# Eito Ishimoto
Eito Ishimoto (japanisch 石元 瑛大 Ishimoto Eito; * 6. August 2002 in Fukuoka, Präfektur Fukuoka) ist ein japanischer Fußballspieler.

## Karriere
Eito Ishimoto erlernte das Fußballspielen in der Jugendmannschaft von Giravanz Kitakyūshū im japanischen Kitakyūshū. Seinen ersten Vertrag unterschrieb er im Februar 2021 beim fünftklassigen FC Baleine Shimonoseki. Bei dem Verein aus Shimonoseki stand er bis Januar 2023 unter Vertrag. Wo er von Februar 2023 bis Juni 2024 spielte, ist unbekannt. Am 10. Juli 2024 unterschrieb er in Thailand einen Vertrag beim Erstligisten Sukhothai FC. Sein Erstligadebüt für den Verein aus Sukhothai gab Eito Ishimoto am 24. August 2024 (3. Spieltag) im Heimspiel gegen den PT Prachuap FC. Bei dem 2:0-Erfolg wurde er in der 90.+4 Minute für Anuchit Ngrnbukkol eingewechselt.